# سوآوینا
سوآوینا (به لاتین: Soavina) یک منطقهٔ مسکونی در ماداگاسکار است که در ناحیه آمباتوفیناندراهانا واقع شده‌است. سوآوینا ۹ کیلومتر مربع مساحت و ۱۵٬۶۵۸ نفر جمعیت دارد و ۱٬۲۴۵ متر بالاتر از سطح دریا واقع شده‌است.